# Marin Ceaușescu
Marin Ceauşescu (1916 - 28 de dezembro de 1989) foi um economista e diplomata romeno, irmão mais velho do presidente da Romênia comunista Nicolae Ceausescu.
Ele se formou na Academia de Estudos Econômicos de Bucareste. A partir de 1974, Ceauşescu chefiou a Agência Econômica Romena em Viena. Foi considerado ter sido o meio pelo qual Nicolae supostamente transferiu milhões de dólares estadunidenses para contas bancárias na Suíça. Ele foi encontrado enforcado no porão da embaixada romena em Viena, três dias depois que seu irmão foi executado na Revolução Romena de 1989. A polícia disse que foi um suicídio.
O Ministro do Interior da Áustria, Franz Loschnak, afirmou que as autoridades austríacas suspeitavam que Marin Ceauşescu trabalhava para o serviço de segurança romeno.
Ele deixou duas filhas, Mihaela (m. Moraru) e Gabriela.